# 418

## Починали
- 26 декември – Зосим, римски папа